# ناحیه مقلع

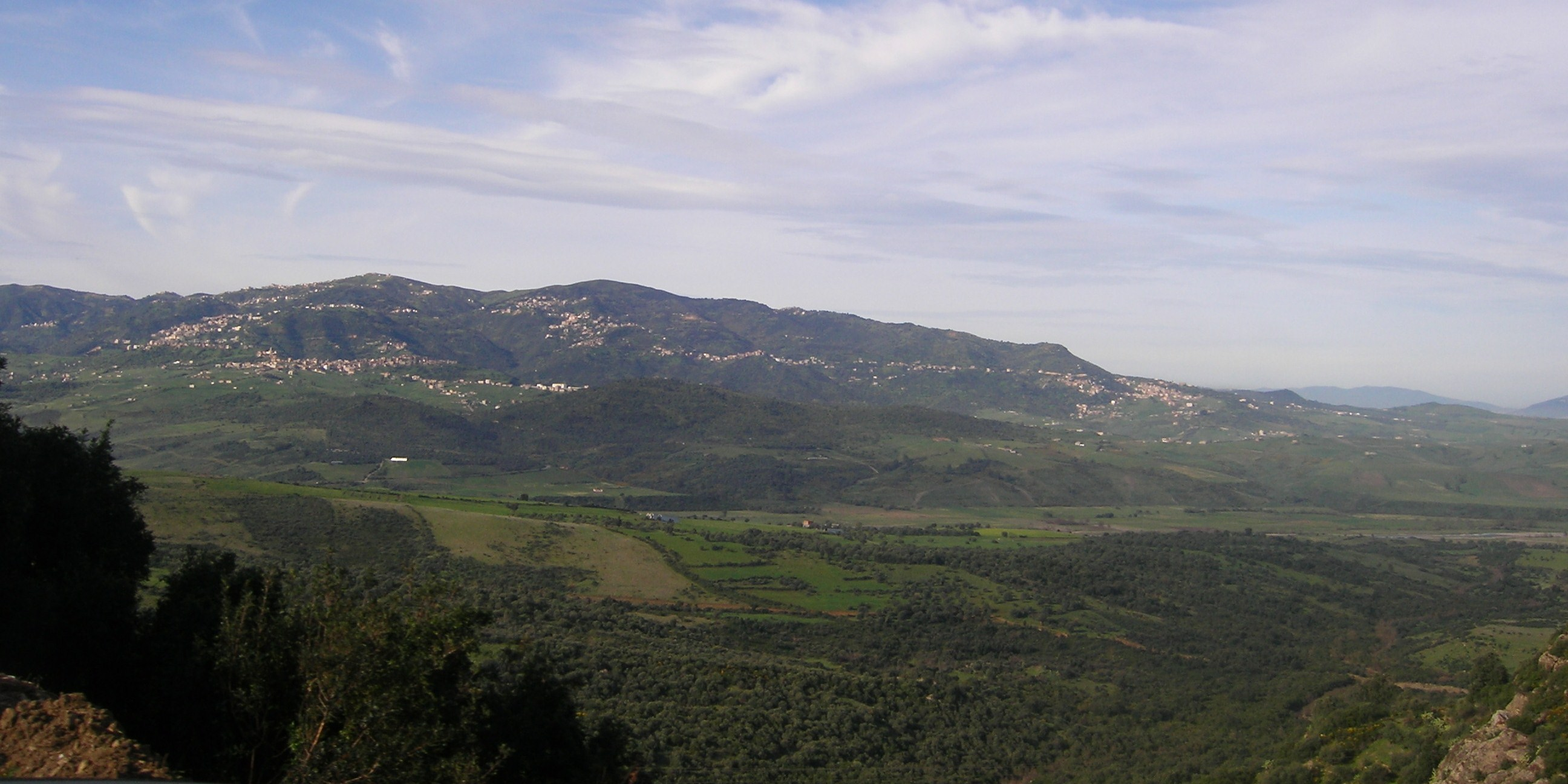

ناحیه مقلع (به عربی: دائرة مقلع) یک ناحیه در الجزایر است که در استان تیزی وزو واقع شده‌است.